# Elena Keldibekova
Elena Keldibekova (en ruso Елена Владимировна Кельдибекова; pron. Yelena Vladímirovna Keldibékova; Almaty, 23 de junio de 1974) es una exvoleibolista kazaja nacionalizada peruana. Formó parte de la selección femenina de voleibol del Perú.
Su último equipo fue el Club Atlético Atenea, que acaba de ascender a la Liga Peruana de Vóley.

## Historia
Natural de Alma-Ata o Almatý (Kazajistán, cuando era parte de la antigua Unión Soviética), a los 14 años entró en la sección de voleibol de ADK Alma-Ata, club donde Elena jugó desde 1988. El ADK era uno de los líderes del campeonato en la antigua URSS y regularmente sus representantes formaban parte de la selección nacional soviética, dos de los cuales fueron campeonas olímpicas en 1988, donde derrotó a la selección de Perú en la final.
A principios de la década de 1990, cuando Elena jugaba para el ADK en el campeonato de Kazajistán (ya disuelta la URSS), era práctica que durante el descanso del campeonato las voleibolistas jugaran para clubes de otros países. Elena, de diecinueve años, y varias otras jugadores de ADK fueron a Perú por tres meses para el club Regatas Lima. Dos de ellas, Elena y Natalya Romanova, decidieron quedarse en el club de manera permanente, se casaron con deportistas peruanos, recibieron la ciudadanía y luego jugaron para la selección femenina peruana. Está casada con el ex voleibolista de la selección de voleibol del Perú Johnny Westreicher, con el que tiene un hijo. Ha jugado en clubes de URSS, Kazajistán, Alemania, Azerbaiyán, Italia y Perú.
Integró por primera vez la selección peruana en el año 2000 para los Juegos Olímpicos de Sídney 2000, no fue titular porque en ese entonces Rosa García era la armadora titular. Fue convocada otra vez en el año 2005 para los Juegos Bolivarianos en donde ganó la medalla de oro. Después en el 2006 fue titular indiscutible donde Perú le ganó a Egipto y perdió ante Serbia, Turquía y Cuba. Así mismo participó de las copas panamericanas del 2007, 2008, 2009, 2010 y 2011. En las dos primeras quedando en 6.º lugar. En la del 2009 en 5.º lugar y en la del 2010 quedando en el podio en el segundo lugar. Por último la del 2011 en 6.º lugar. Ha participado de Master Montreux del 2011 y en estos torneos ha recibido distintos premios individuales. En sus primeros Juegos Panamericanos del 2011 tuvo una lesión, que no le permitió desenvolverse en el nivel que presentó en los últimos años y meses.
La llegada de Elena Keldibekova el día sábado 14 de enero de 2012 a la Liga A2 de Italia fue anunciada por su nuevo club Time Volley Matera, en un esfuerzo de la sociedad italiana que buscaba evitar la pérdida de la categoría. El equipo de la armadora peruana luego de jugarse catorce jornadas de la Liga quedó último con solo 5 puntos acumulados. Elena, fue la tercera peruana en la Serie A2 de Italia. Luego volvió al Perú a jugar en Regatas Lima, de donde se retiró en 2013, para dedicarse a ser entrenadora, pero desde el 2018 regresó a jugar profesionalmente en el Circolo Sportivo Italiano, donde milita actualmente.

## Clubes
- / ADK Alma-Ata (1988—1994)
- Regatas Lima (1994–2004)
- TV Fischbek Hamburg (2004–2006)
- Regatas Lima (2006–2010)
- Lokomotiv Baku (2010–2011)
- Time Volley Matera (2012)
- Regatas Lima (2012–2013)
- Circolo Sportivo Italiano (2018–2023)
- Atenea (2024)

## Premios Individuales
- Mejor Armadora de la Copa Panamericana 2010.
- Mejor Armadora de la Copa Final Four 2010.
- Mejor Servicio de la Copa Final Four 2010.
- Mejor Armadora del Master Montreux 2011.
- Mejor Armadora de la Copa Panamericana 2011.
- Mejor Armadora del Campeonato Sudamericano de vóley 2011.
- Mejor Armadora de la Copa Panamericana 2012.